# Vřesina (Ostrava)
Vřesina é uma comuna checa localizada na região de Morávia-Silésia, distrito de Ostrava.